# Уолден, Лайонел
Лайонел Уолден (англ. Lionel Walden; 22 мая 1861 или 22 мая 1862, Норуич — 12 июля 1933, Шантийи) — американский художник.

## Биография
Родился в Норвиче, штат Коннектикут, в 1861 году. Сначала заинтересовался искусством в Миннесоте. Туда переехала его семья, когда отец стал настоятелем епископальной церкви. В молодости Уолден переехал в Париж, где изучал живопись у Каролюса-Дюрана. Примерно в 1893–1897 годах Уолден был в Англии и жил в Фалмуте. Картины художника расположены в музеях в Кардиффа, Парижа, Абу-Даби и других городах. Уолден был награжден медалью от парижского Салона и  ордена Почетного легиона Франции. С 1911 неоднократно посещал Гавайи. Уолден умер в 1933 году в Шантийи, Франция.
По словам Дэвида Х. Форбса, автора книги «Встречи с раем: взгляды на Гавайи и ее людей», Лайонел Уолден «был лучшим художником-пейзажистом, работавшим на Гавайях». Такие музеи, как Бруклинский музей, Художественная галерея Генри (Университет Вашингтона, Сиэтл), Художественный музей Гонолулу, Исаакиевский художественный центр (Ваймеа, Гавайи), Музей изящных искусств Куимпера и Музей Орсе имеют в своих художественных фондах произведения Лайонела Уолдена.

## Известные работы
Аукционный рекорд картины Лайонела Уолдена составляет 73 440 долларов. Рекорд был установлен картиной "Рассекая волны", проданный 2 марта 2007 года в Skinner Inc. (Мальборо, Массачусетс).

## Галерея

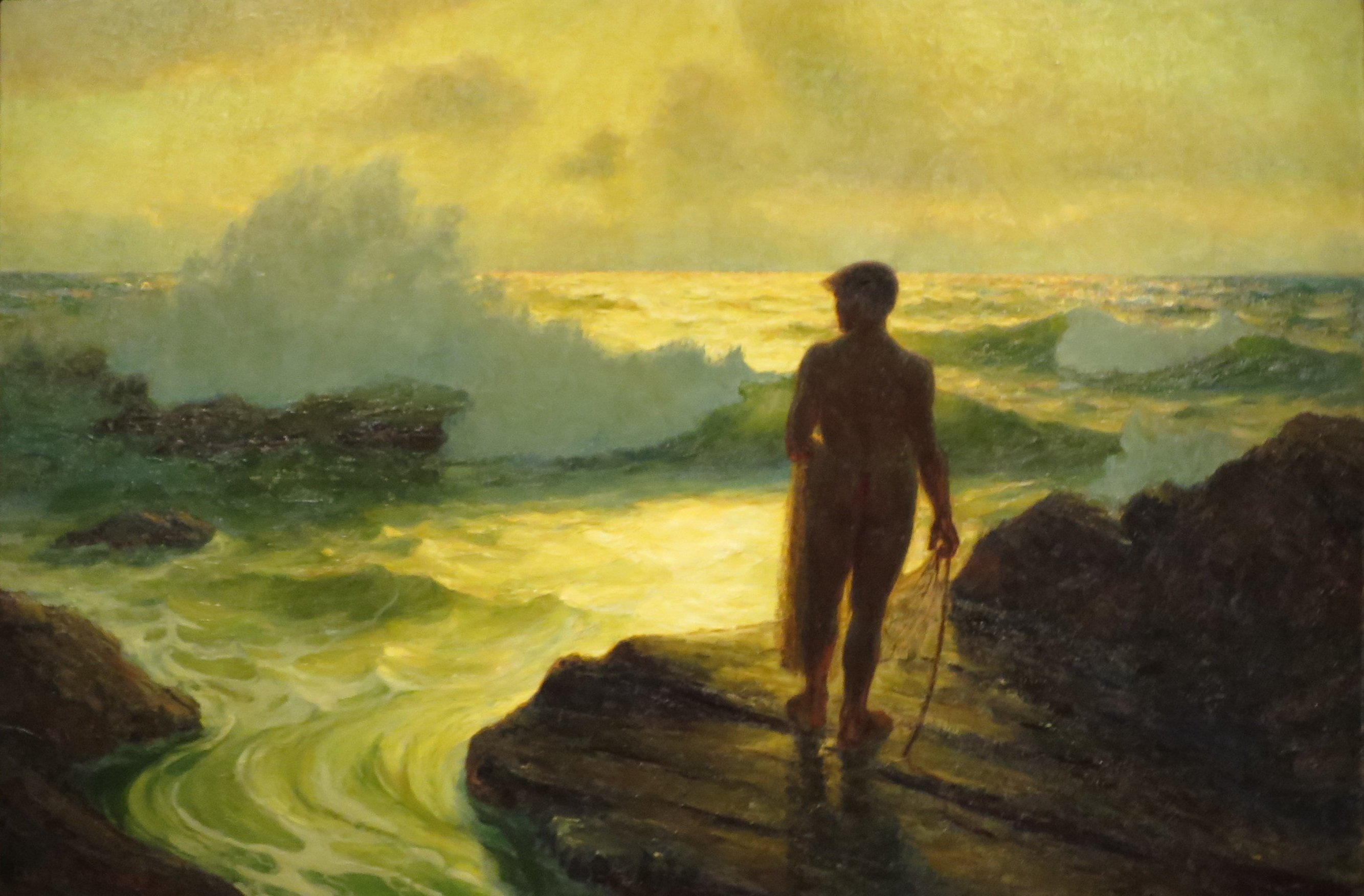
Гавайский рыбак, 1924, Художественный музей Гонолулу
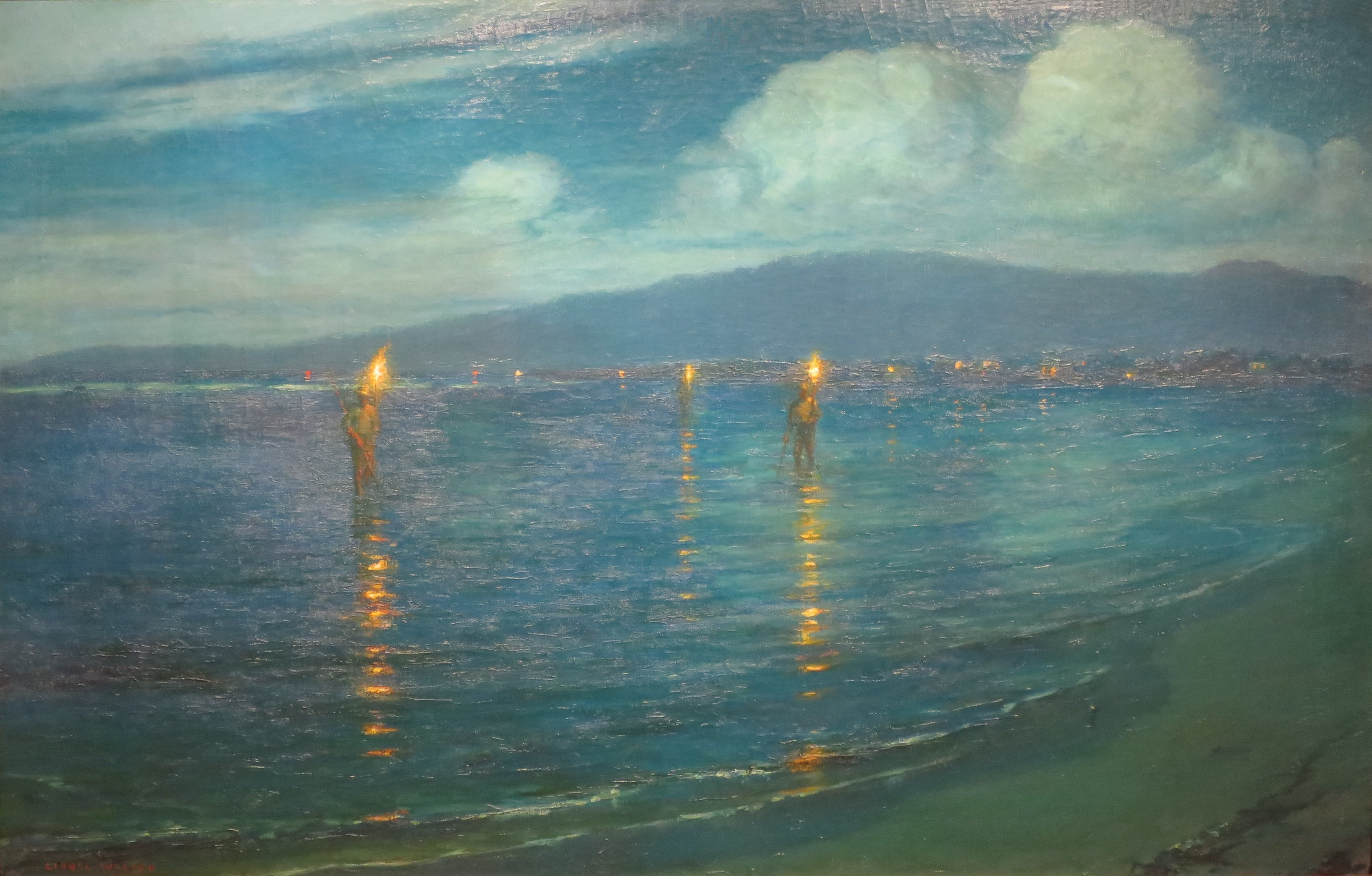
Рыбак у маяка, Вайкики, ок. 1920, Художественный музей Гонолулу
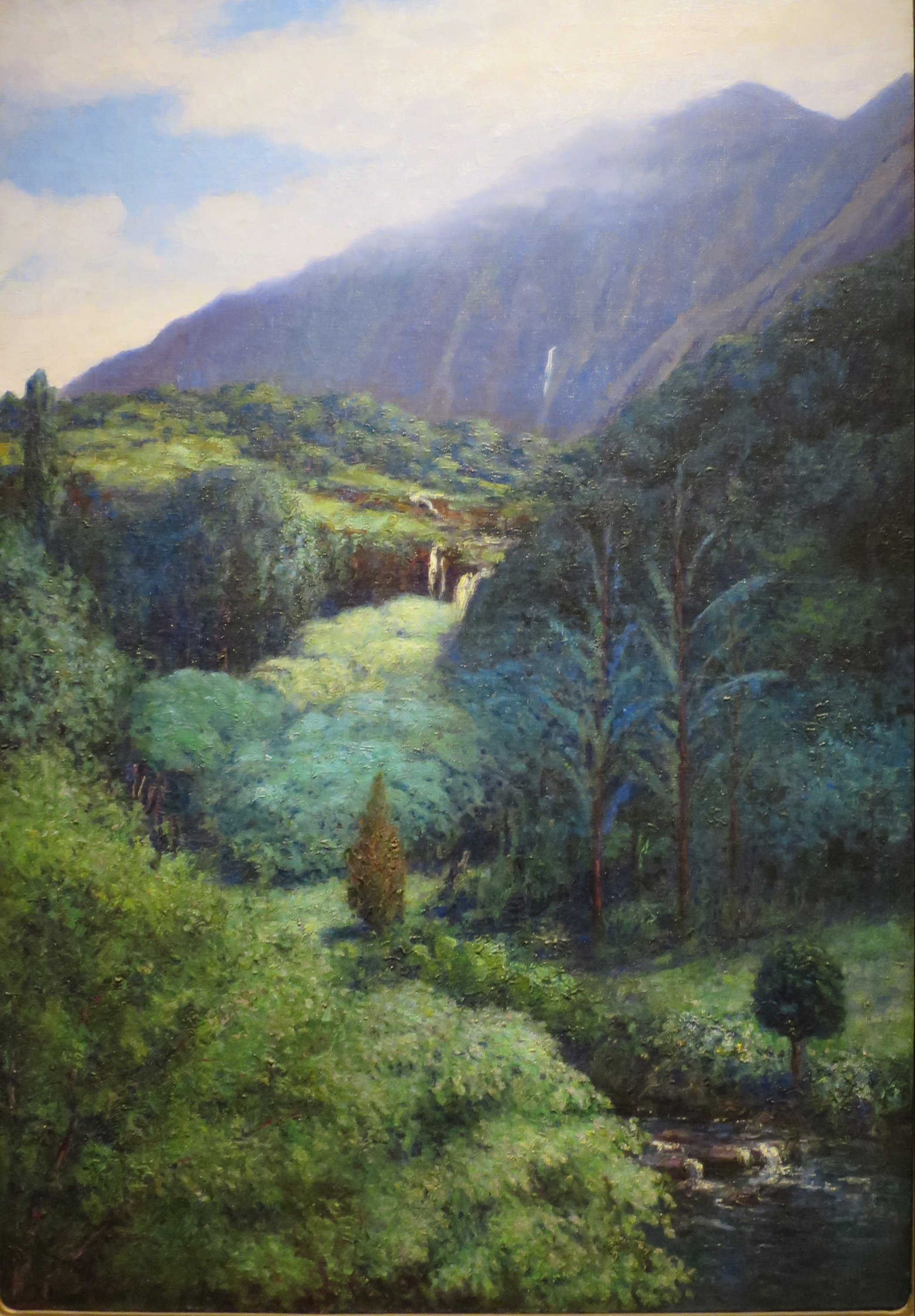
Луакаха, ок. 1916, Художественный музей Гонолулу
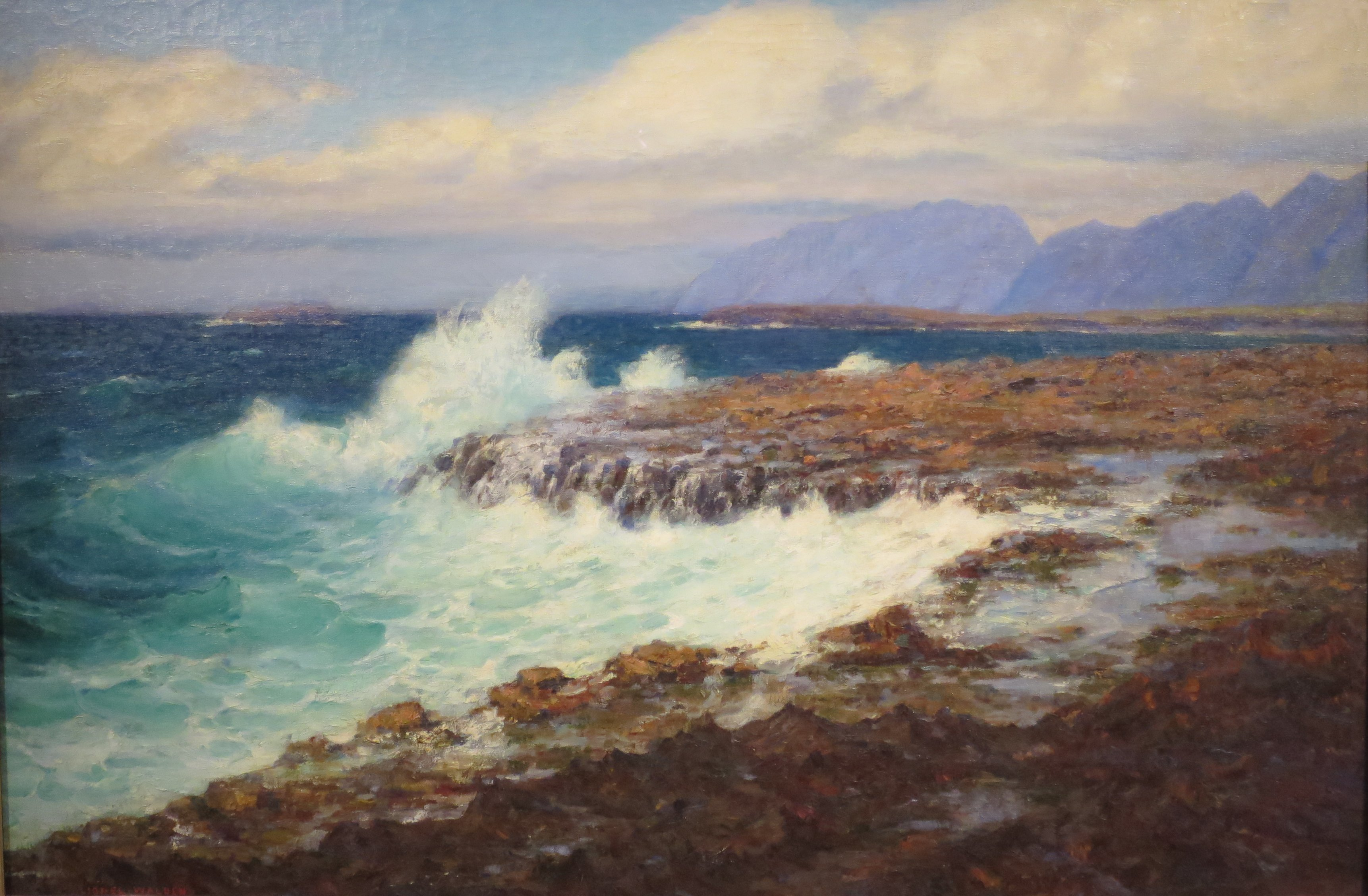
Морской вид--Гавайи, ок. 1920, Художественный музей Гонолулу
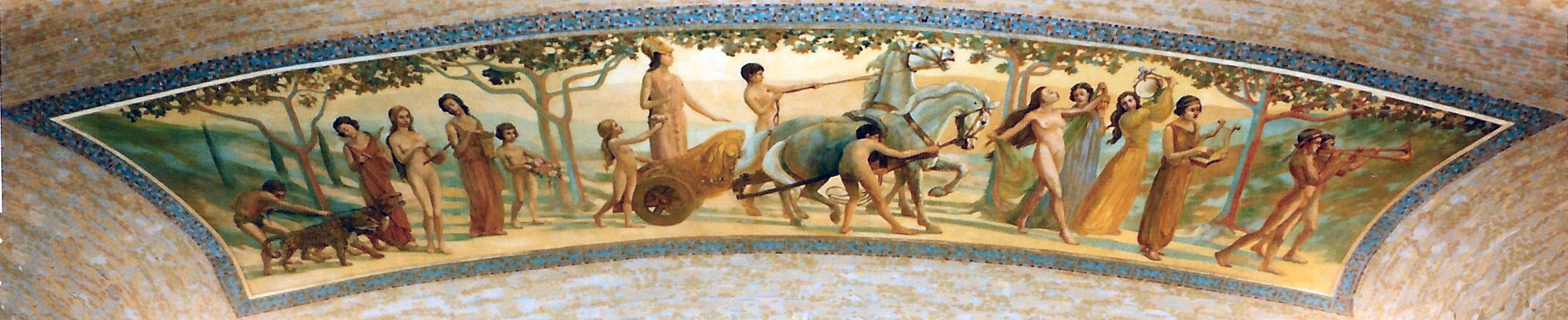
Роспись, ок. 1922, Театр Гавайи, Гонолулу, Гавайи
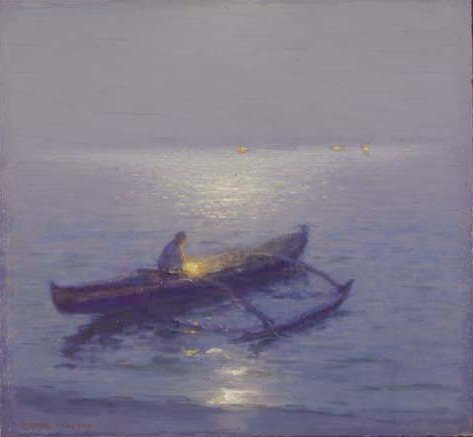
Ночной рыбак
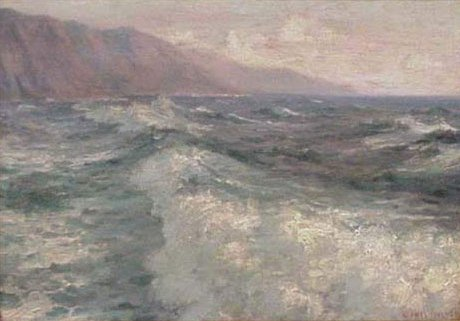
Северный берен, Оаху, ок. 1915, 10 x 14 in.